# 都々古別神社
都々古別神社（つつこわけじんじゃ、都都古別神社/都都古和気神社/都々古和気神社）は、福島県東白川郡棚倉町にある神社。主な同名神社として2社があり、いずれも陸奥国白河郡の式内社（名神大社）論社で、陸奥国一宮。

## 概要
延長5年（927年）成立の『延喜式』神名帳で陸奥国白河郡に「都都古和気神社 名神大」と記載された式内社（名神大社）で、福島県東白川郡棚倉町内の次の2社が論社とされている。
1. 都都古和氣神社（馬場都々古別神社）[注 1]（棚倉町棚倉字馬場） - 旧国幣中社、別表神社。
2. 都々古別神社（八槻都々古別神社）（棚倉町八槻字大宮） - 旧国幣中社、別表神社。

両社はともに味耜高彦根命・日本武尊を祭神とし、それぞれ古社として知られ中世以降は陸奥国の一宮とも称されている。いずれが『延喜式』に載る神社であるかや本社・分社の関係などについては古来論争があるが、現在までに明らかとはなっていない。
これらの社は、馬場社を上宮（上社）、八槻社を中宮（中社）、そして近津神社（茨城県久慈郡大子町下野宮）を下宮（下社）として「近津三社」をなしたといわれる。棚倉町周辺には「都々古別」や「近津」を社名に持つ神社や、馬場社・八槻社同様に味耜高彦根命を祭神とする神社など、分祀社が多数分布することに見られるように、南陸奥地方で広い信仰圏を営んだ神社になる。

## 社名
古代の社名・神名は、
- 『続日本後紀』承和8年（841年）条[原 1]では、都々古和気神（都々古和氣神）
- 『延喜式』神名帳・臨時祭では、都都古和気神社（都都古和氣神社）
- 『朝野群載』では、都々古和気神（都々古和氣神）

などと見える。「つつこわけ」の由来については、籾を入れる藁苞（わらつと）の美称「ツツコ」によるという説、「筒」すなわち太鼓状のものを指すという説、長野県諏訪地方の千鹿頭神に由来するという説などがある。同様に「都都古和気」を冠する神社として、『延喜式』神名帳では陸奥国白河郡に「石都都古和気神社」（現在の石川郡石川町の石都々古和気神社）が記載されている。
中世から近世には、馬場社は「馬場明神」「近津明神」、八槻社は「八槻明神」「近津明神（千勝明神）」などと称された。明治以降、両社は「都々古別神社」と称し、それぞれ「馬場都々古別神社」「八槻都々古別神社」と呼び分けられた。戦後も福島県神社庁での登録名では両社に「都々古別神社」の表記が使用されているが、馬場社のみは表向きでは古名の「都都古和氣神社」を正式名称に改めている。

## 歴史

### 創建
創建について、馬場社・八槻社とも縁起において景行天皇（第12代）の時に皇子の日本武尊による起源伝承を伝える。その真偽は詳らかでないが、伝承（各社項目参照）に見える建鉾山（たてほこやま：都々古山/高野峯山/鉾立山/立鉾山、福島県白河市表郷三森、北緯37度3分14.75秒 東経140度19分42.90秒）は、5世紀代の東北地方有数の祭祀遺跡として知られる。建鉾山山頂には「立鉾石」と称する磐座があり、この磐座を対象として祭祀が行われたと見られ、山麓には現在も関係社の都々古和気神社が鎮座する。馬場社・八槻社には祭神（味耜高彦根命）や神事の面で農業神の性格が強く見られることと考え併せて、この建鉾山の祭祀集団が棚倉盆地の開発を進めた結果、農業神として馬場社や八槻社が創建されたと推測されている。
また前述の通り、馬場社・八槻社と近津神社（茨城県久慈郡大子町）の3社は「近津三社」と総称される。これら3社がいずれも陸奥・常陸を結ぶ街道沿いに鎮座することから、弘仁2年（811年）にこの新道が開かれた際にその守護神として祀られたのが創建とする説もある。ただし『棚倉町史』では、近津神社の「下社」は八溝山山頂の八溝嶺神社（八溝黄金神社）を「上社（奥社）」というのに対するものであり、近津神社と馬場社・八槻社とは関係がないとした上で（近津神社は祭神も異なる）、常陸からの佐竹氏の進出に伴いこの近津三社の伝えが生み出されたと推測している。

### 概史
国史の初見は『続日本後紀』承和8年（841年）条で、勲十等の「都々古和気神」が従五位下の神階に叙せられている。
延長5年（927年）成立の『延喜式』神名帳では陸奥国白河郡に「都都古和気神社 名神大」と記載され、名神大社に列している。そのほか、『朝野群載』の康和5年（1103年）6月10日記事にも「坐陸奥国都々古和気神」と見える。なお『和名抄』では陸奥国白河郡に「屋代郷」と見えるが、これは建鉾山北側を流れる社川（やしろがわ）流域に比定されるため、この「屋代（やしろ）」とは「社」すなわち都都古和気神社に由来するとされる。
中世には馬場社・八槻社とも修験化し、それぞれ高野郡の北郷・南郷の総鎮守に位置づけられた。馬場社はもと棚倉城の地にあったが、棚倉城築城に際して寛永2年（1625年）に現在地に遷座している。
明治維新後は、明治6年（1873年）に馬場社が名神大社に比定され近代社格制度において国幣中社に列したが、八槻社は郷社とされた。これに八槻社側が抗議したため、論争のすえ両社同格と改められ、明治18年（1885年）に八槻社も国幣中社に昇格した。戦後は両社とも神社本庁の別表神社に列している。

### 神階
- 承和8年（841年）1月22日、従五位下勲十等 （『続日本後紀』）[原 1] - 表記は「都々古和気神」。
- 承和8年（841年）3月22日、従五位下勲十等ママ （『続日本後紀』）[原 3] - 表記は「都々古和気神」。

## 都都古和氣神社 (棚倉町棚倉)
都都古和氣神社（つつこわけじんじゃ、馬場都々古別神社）は、福島県東白川郡棚倉町棚倉にある神社。式内社（名神大社）論社、陸奥国一宮。旧社格は国幣中社で、現在は神社本庁の別表神社。

### 祭神
祭神は次の2柱。
- 主祭神：味耜高彦根命（あじすきたかひこねのみこと） - 創祀時の主祭神。
- 相殿神：日本武尊（やまとたけるのみこと） - 大同2年（807年）の合祀とされる。

### 歴史

#### 創建
社記（文禄3年（1549年）の社蔵縁起）によると、第12代景行天皇の時に皇子の日本武尊が奥羽に至り、都々古山（福島県白河市表郷三森の建鉾山）に鉾を立てて味耜高彦根命を地主神として祀ったのが創祀とする。その後、大同2年（807年）に坂上田村麻呂が現在の棚倉城跡（北緯37度1分47.56秒 東経140度23分8.32秒 / 北緯37.0298778度 東経140.3856444度）の地に社殿を造営し、日本武尊を相殿に配祀した。そして現在地に遷座したのは寛永2年（1625年）になるという。
創祀地とされる建鉾山は5世紀代の東北有数の祭祀遺跡として知られる。一方、前述のように弘仁2年（811年）頃の陸奥・常陸間の新道設定に伴う創建と推測する説もある。

#### 概史
『続日本後紀』承和8年（841年）条の「都々古和気神」、ならびに延長5年（927年）成立の『延喜式』神名帳の名神大社「都都古和気神社」の論社とされる。
中世からは山岳信仰が入って修験化し、別当の高松家が管掌した。別当寺は不動院。高松家の系譜によれば、建武年間（1334年-1338年）からこの高松家が高野郡北郷一帯の宗教・政治・軍事面を掌握し、同じく南郷を掌握した八槻都々古別神社別当の八槻家と並立したとされる。
近世には代々の領主から社領寄進・社殿造営を受けた。寛永2年（1625年）には、棚倉藩主の丹羽長重が棚倉城を築城するに際して棚倉城跡から現在地に移築・遷座されている。この際に別当高松家は還俗して藩家老となった。社領は近世初期で363石であったが、慶長8年（1603年）に150石となった。
明治維新後、明治6年（1873年）に近代社格制度において国幣中社に列した。明治8年（1875年）から3年間は、会津藩家老を務めた西郷頼母（保科近悳）が馬場都々古別神社宮司を務めたことが知られる。戦後は神社本庁の別表神社に列している。

### 境内

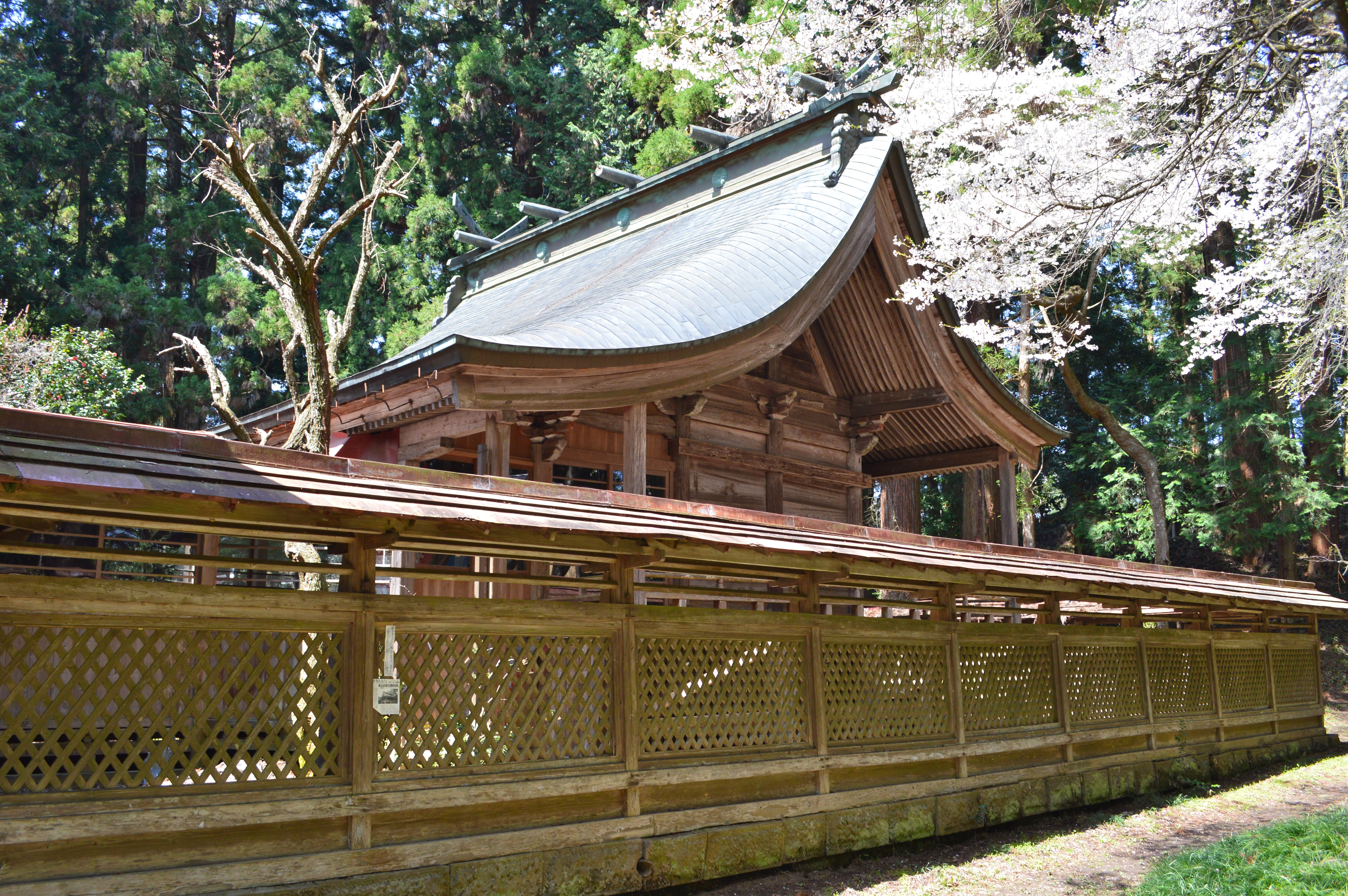
本殿（国の重要文化財）

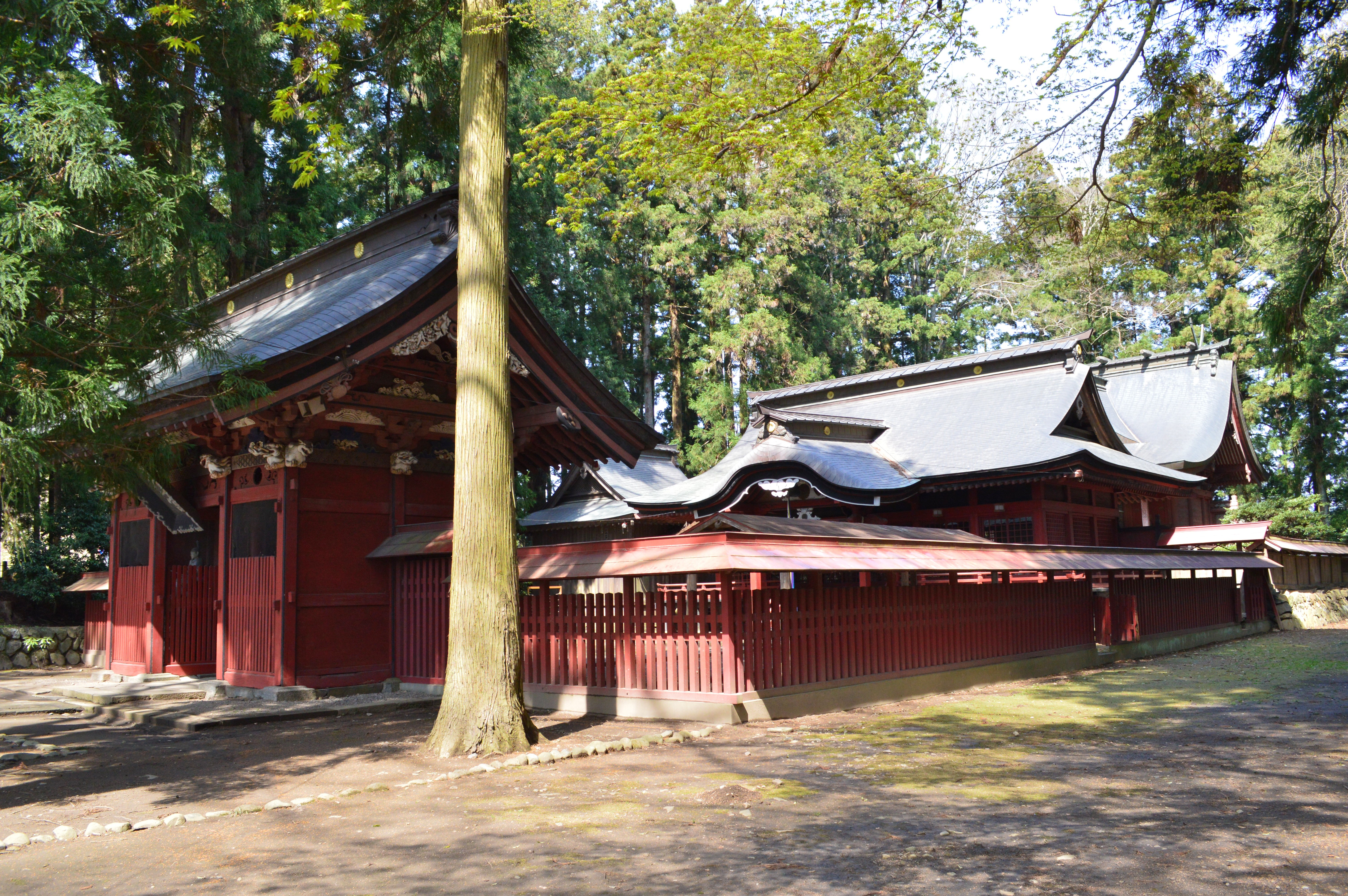
社殿 左から随身門・拝殿・本殿が並ぶ。
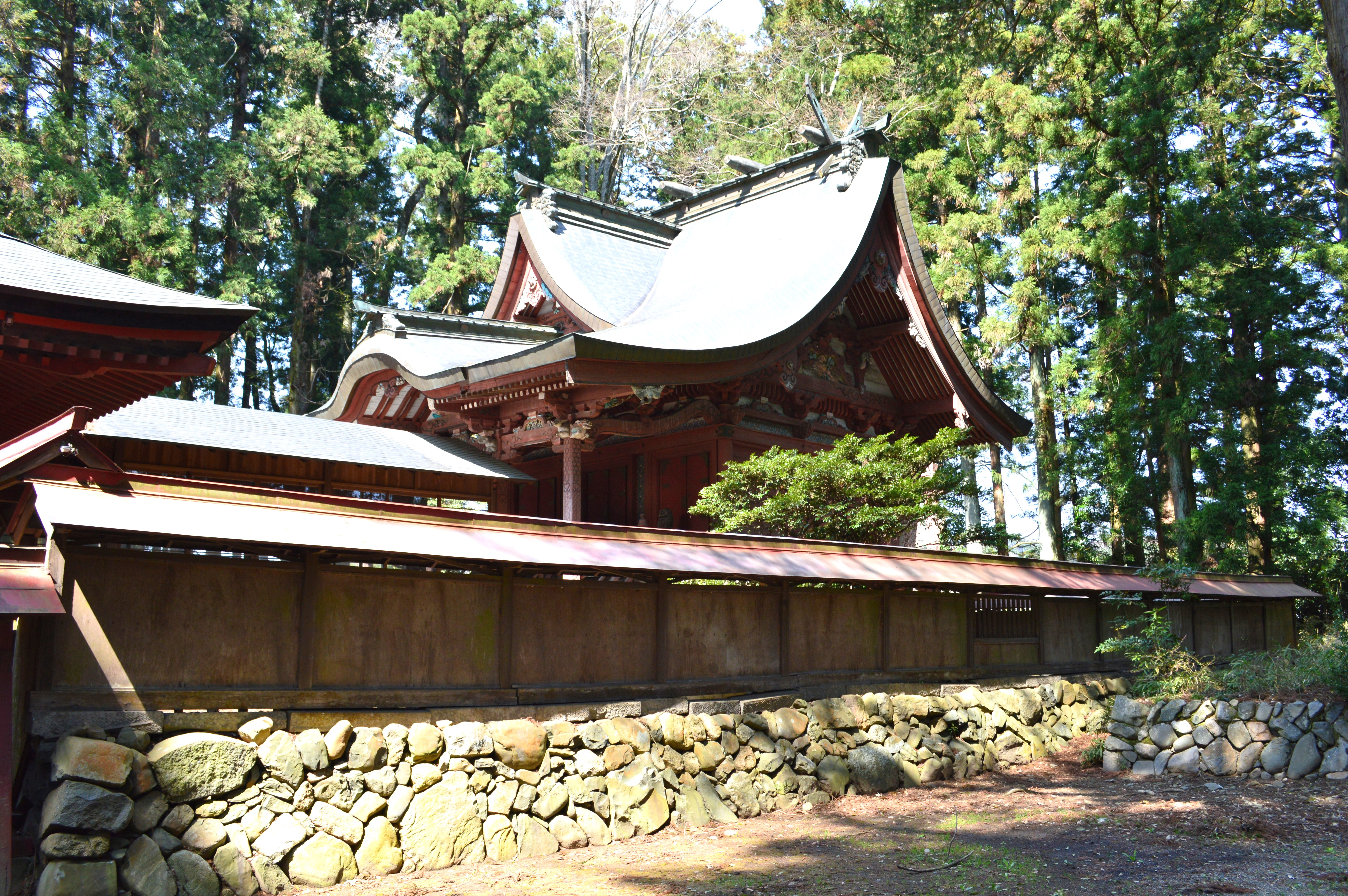
本殿
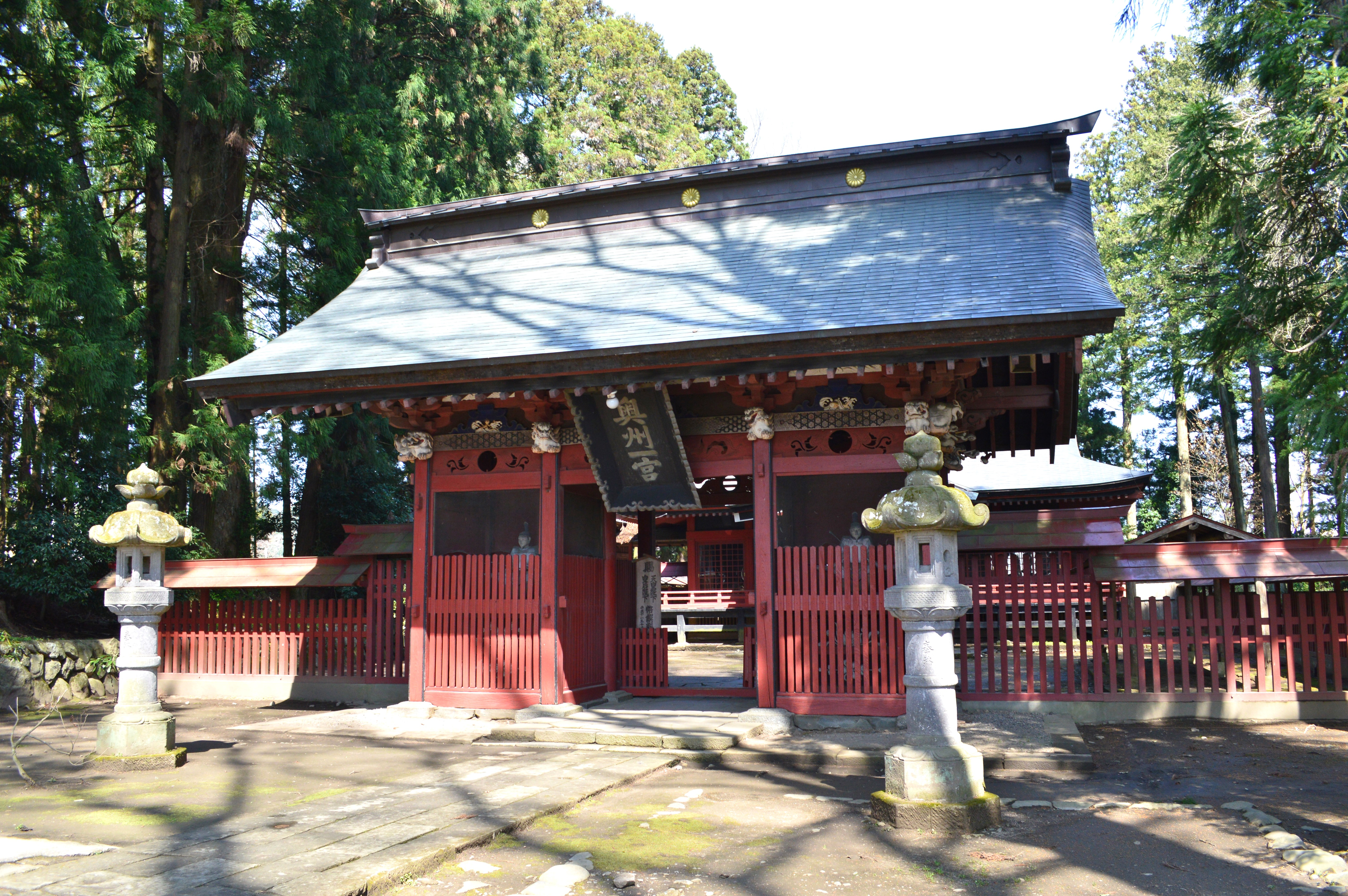
随身門
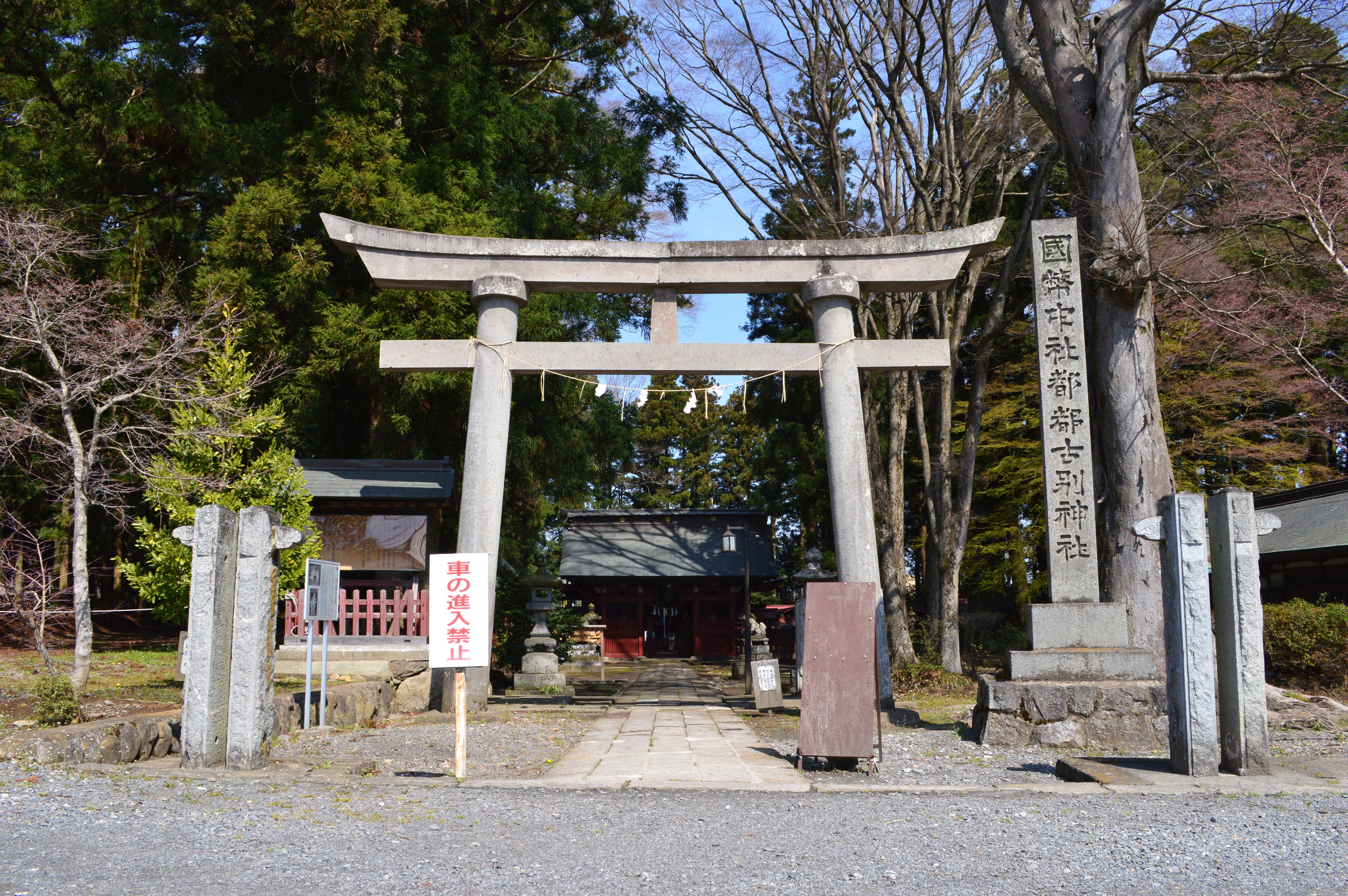
鳥居

社殿のうち本殿は、文禄3年（1594年）の佐竹義宣による再建とされる。寛永2年（1625年）の神社遷座の際に、元々の棚倉城の地から移築されたという。三間社流造で南面し、屋根は銅板葺。彫刻がないなど全体に簡素な造りになるほか、東北地方では数少ない桃山期の本殿建築とされる。この本殿は国の重要文化財に指定されている。
なお本殿後背には「馬場古墳」と称される古墳がある。

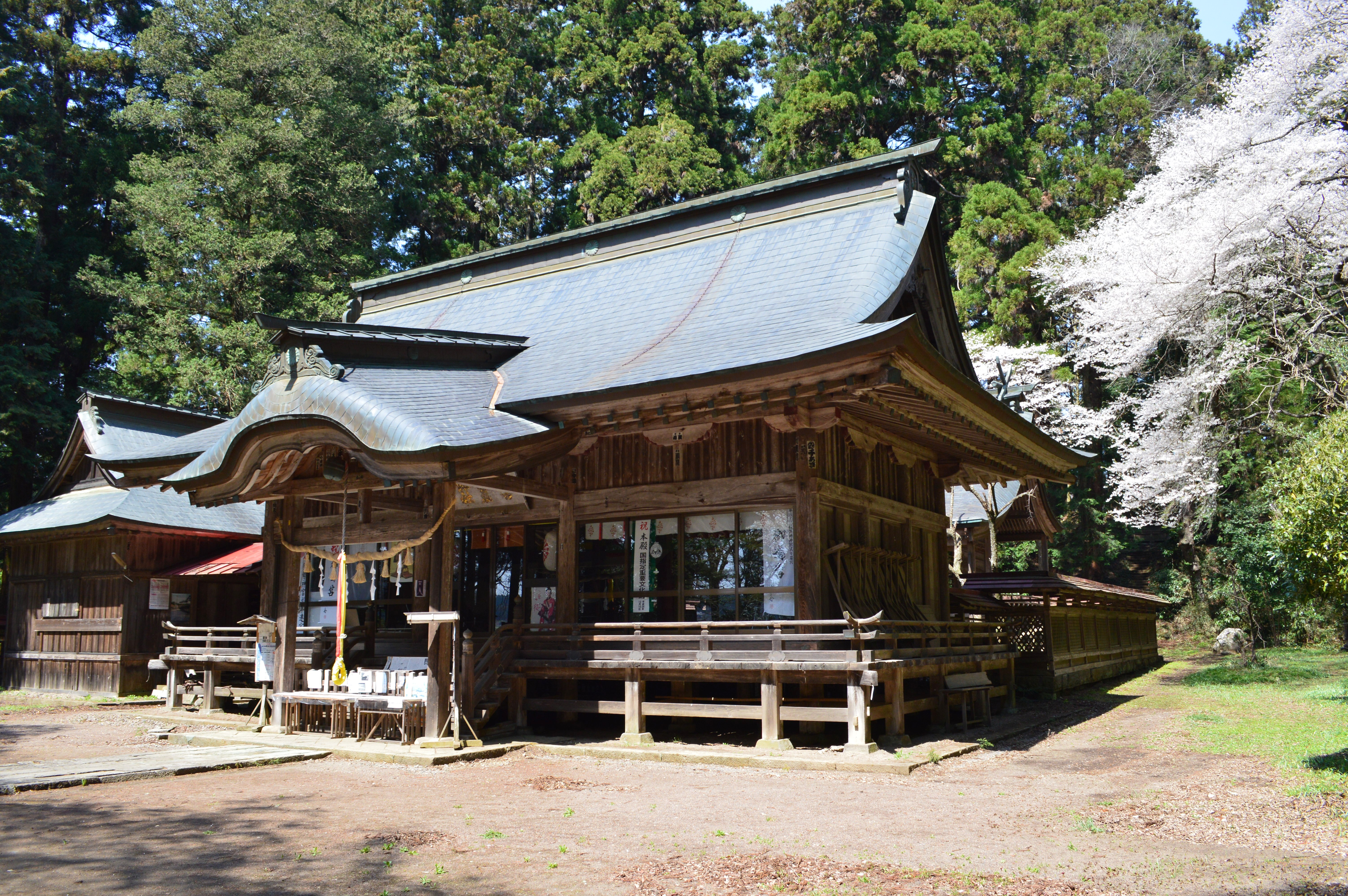
社殿 手前に拝殿、右奥に本殿。
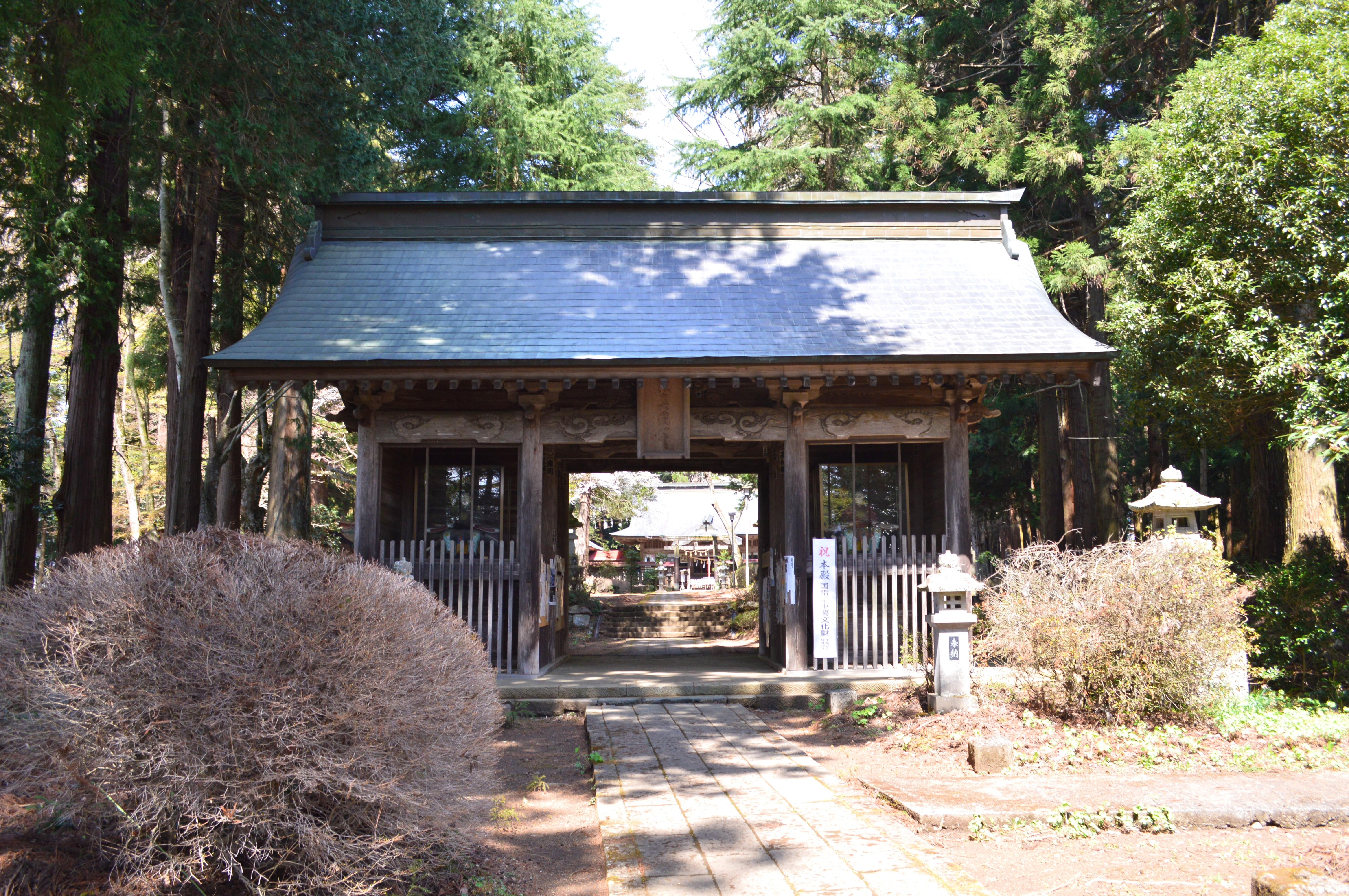
随身門
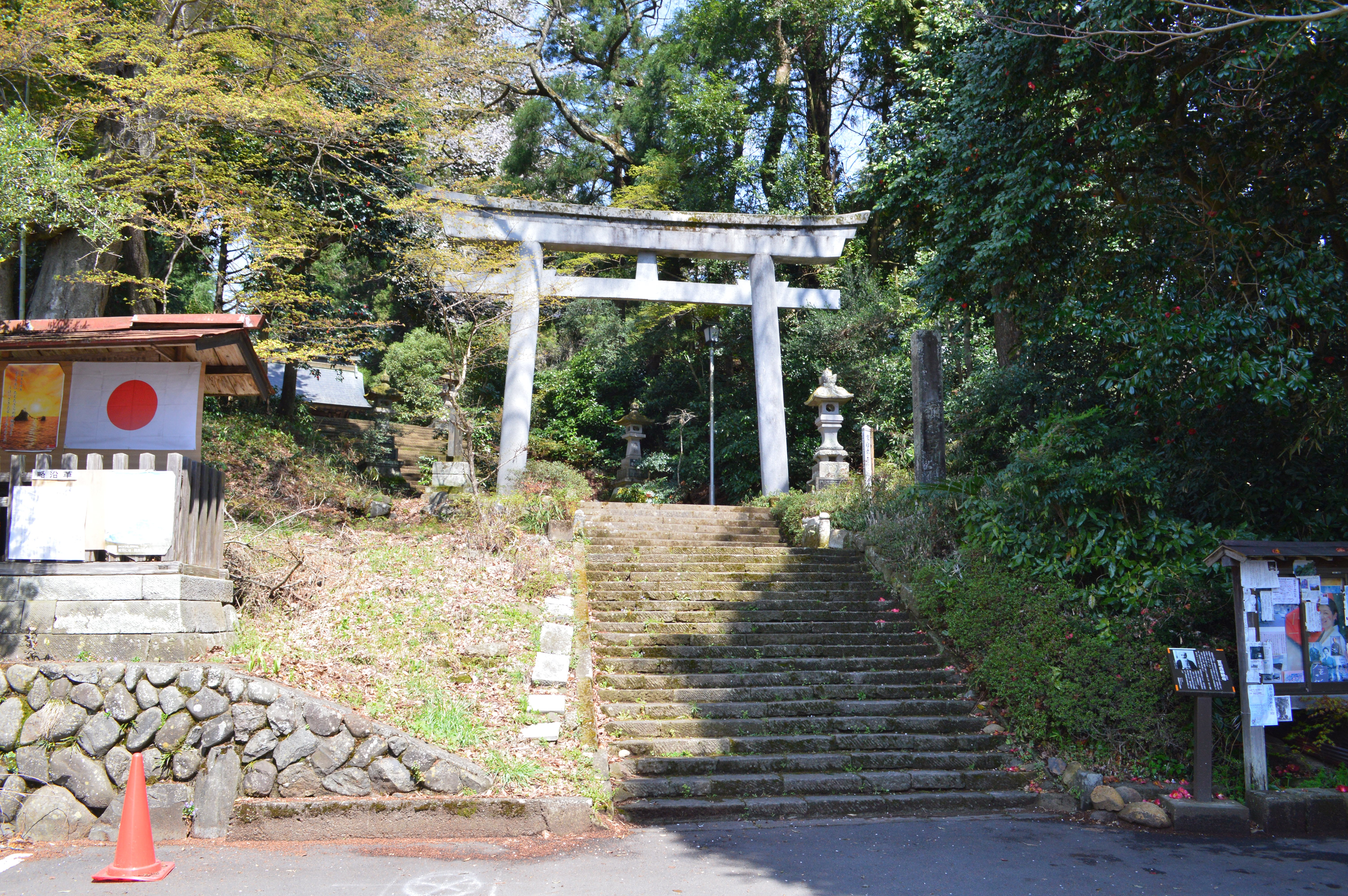
二の鳥居
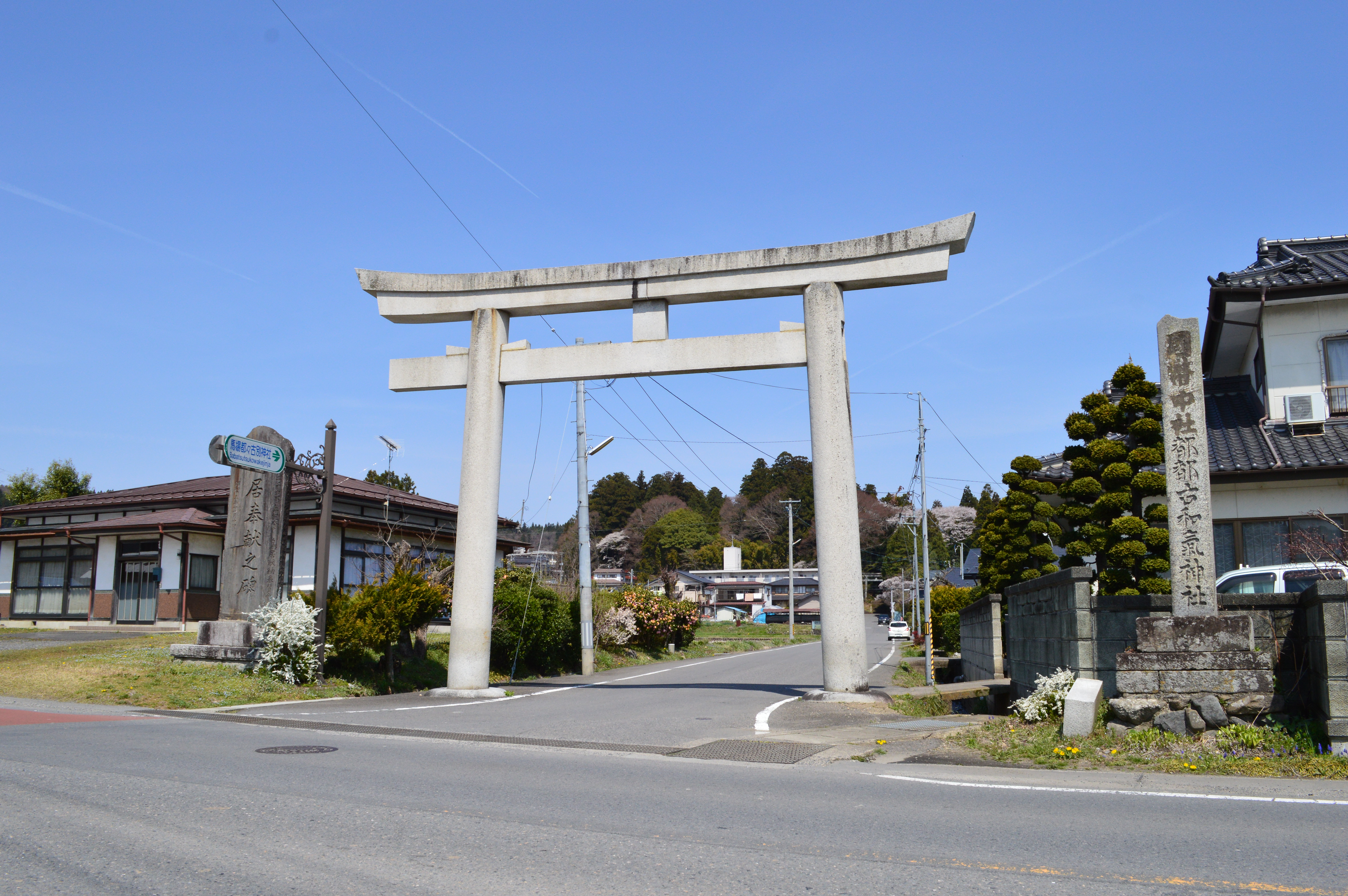
大鳥居

### 摂末社
- 甲山天満宮 - 祭神：菅原道真公
- 稲荷神社
- 厳島神社
- 鹿島神社
- 神明宮
- 東照宮
- 日枝神社
- 熊野神社
- 寅卯神社

### 祭事
馬場都々古別神社で年間に行われる祭事は次の通り。
- 月次祭 （毎月11日）
- 歳旦祭 （1月1日）
- 節分祭 （2月3日）
- 祈年祭 （2月17日）
- 天神講 （3月25日）
- 神楽講祭 （5月1日）
- 大祓祭 （6月30日）
- 例大祭 （9月11日）
- 新嘗祭 （11月23日）
- 大祓祭 （12月31日）

### 文化財

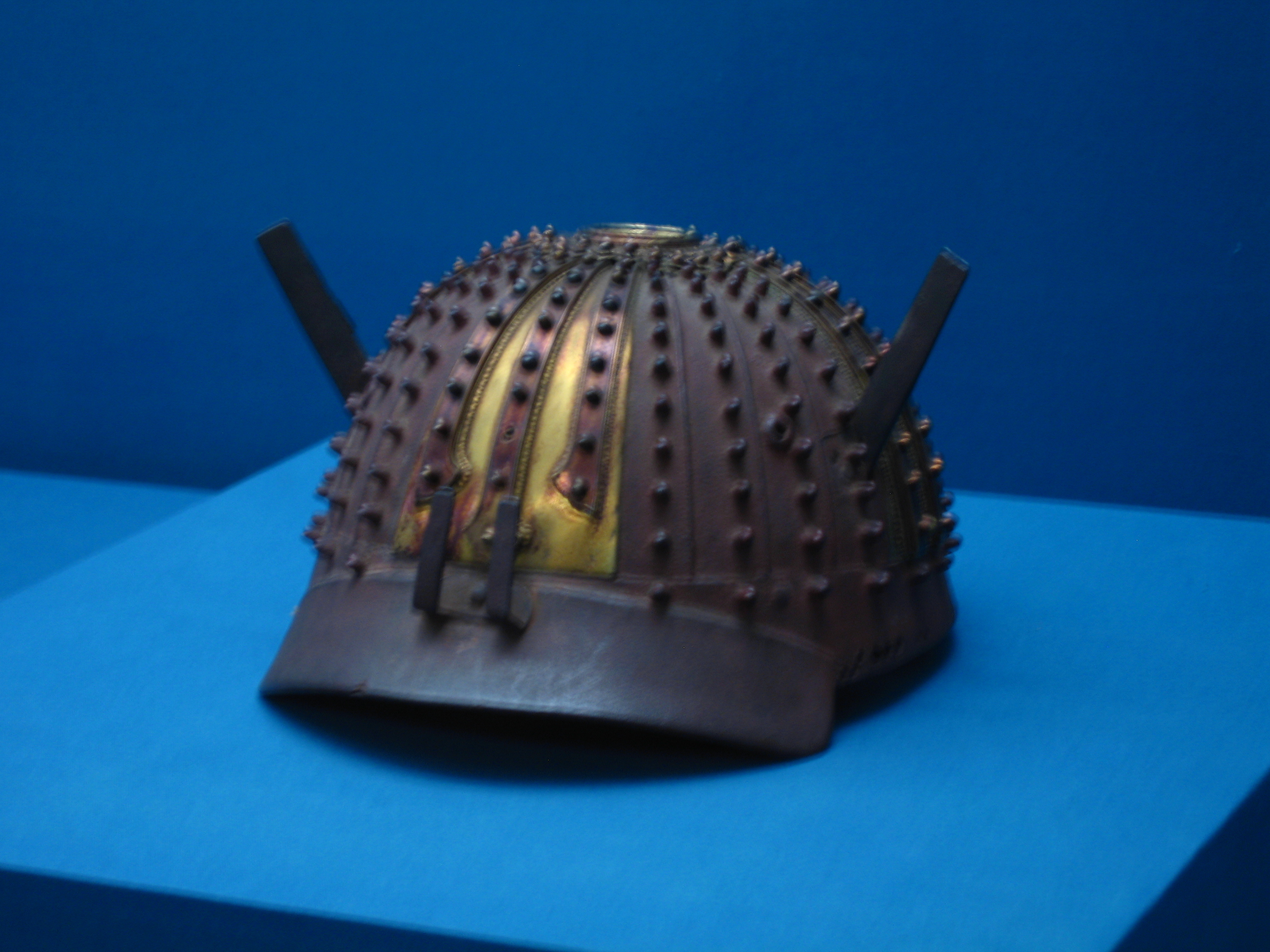
二十五間四方白星兜鉢

#### 重要文化財（国指定）
- 本殿（建造物）
桃山時代。平成26年12月10日指定[12]。
- 長覆輪太刀 中身無銘（工芸品）
白河集古苑に所在。鎌倉時代末期。全長118.1センチメートル。大正10年4月30日指定[13]。
- 長覆輪太刀 中身無銘（工芸品）
白河集古苑に所在。鎌倉時代。大正10年4月30日指定[14]。
- 赤絲威鎧残闕（附 二十五間四方白星兜鉢1頭）[注 4]（工芸品）
白河集古苑に所在。鎌倉時代前期。奥州に残る甲冑では最古。昭和32年2月19日指定、附（つけたり）指定の兜鉢は昭和34年6月27日追加指定[15][16]。

#### 福島県指定文化財
- 重要文化財（有形文化財）[16]
  - 馬場都々古別神社御正体 4面（工芸品） - 昭和57年3月30日指定。
  - 鉾型祭具 3本（工芸品） - 平成15年3月25日指定。
  - 馬場都々古別神社文書等 22点（古文書） - 平成17年4月15日指定。

### 現地情報
所在地
- 福島県東白川郡棚倉町棚倉字馬場39

交通アクセス
- 東日本旅客鉄道（JR東日本）水郡線 磐城棚倉駅 （西へ徒歩約15分）

周辺
- 棚倉城

## 都々古別神社 (棚倉町八槻)
都々古別神社（つつこわけじんじゃ、八槻都々古別神社）は、福島県東白川郡棚倉町八槻にある神社。式内社（名神大社）論社、陸奥国一宮。旧社格は国幣中社で、現在は神社本庁の別表神社。

### 祭神
祭神は次の2柱。
- 味耜高彦根命（あじすきたかひこねのみこと）
- 日本武尊（やまとたけるのみこと）

### 歴史

#### 創建
社記（慶長2年（1597年）の陸奥国一宮近津大明神縁起）によると、第12代景行天皇の時に皇子の日本武尊が奥羽に至り八溝山の東夷を討った際、日本武尊を守護した3神が建鉾山（福島県白河市表郷三森）に隠れたので、尊は東方に箭を放ち箭の着いた地（箭津幾：やつき）に神社を創建したという。そして源義家が奥州征伐に訪れた際に「千勝（近津）大明神」と改称したと伝える。
地名の「八槻」の語源伝承は『陸奥国風土記』逸文（大善院旧記所引）にも見え、日本武尊が東夷征伐の際に放った八目鳴鏑（鏑矢）が落ちた地が「矢着」と称されたが神亀3年（726年）に「八槻」に改めたとし、別伝として日本武尊が放ち8人の土蜘蛛（在地首長）を貫いた8本の矢がいずれも槻の木になったので「八槻」になったともいう。これらは、陸奥勢力のヤマト勢力への服属を日本武尊の東征に仮託して説明したものとされる。
なお、前述のように弘仁2年（811年）頃の陸奥・常陸間の新道設定に伴う創建と推測する説もある。

#### 概史
『続日本後紀』承和8年（841年）条の「都々古和気神」、ならびに延長5年（927年）成立の『延喜式』神名帳の名神大社「都都古和気神社」の論社とされる。
中世からは山岳信仰が入って修験化し、別当の八槻家が管掌した。別当寺は大善院。この八槻は高野郡南郷一帯を掌握し、同じく北郷を掌握した馬場都々古別神社別当の高松家と並立したとされる。
近世には領主からの崇敬を受けて社領寄進・社殿造営があり、慶長9年（1604年）の文書によると神領高は200石あった。
明治維新後、近代社格制度では当初郷社に列したが、明治18年（1885年）4月に国幣中社に昇格した。明治期の神仏分離に際して境内の仏教系堂宇は廃されたが、別当の八槻家は継続して神職を担っている。戦後は神社本庁の別表神社に列している。

### 境内
- 社殿
左から随身門・拝殿・本殿が並ぶ。
- 本殿
- 随身門
- 鳥居

### 摂末社

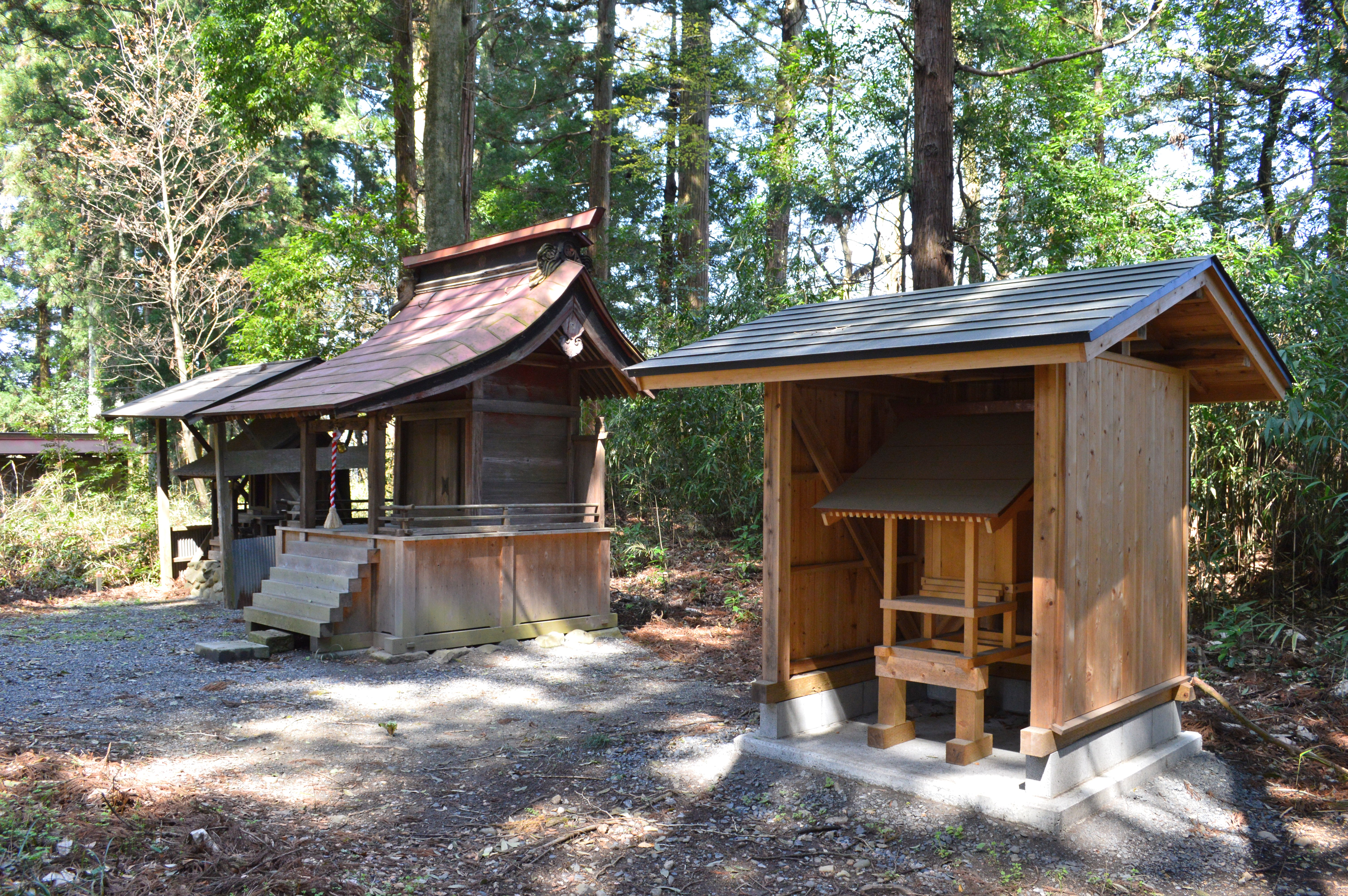
境内社

- 寅卯神社 - 祭神：味耜高彦根命、日本武尊。祭日：旧暦8月1日（八朔）。
- 皇朝工祖神社 - 祭神：聖徳太子。祭日：1月16日、8月16日。
- 稲荷神社 - 祭日：2月初午。

### 祭事
八槻都々古別神社で年間に行われる祭事は次の通り。
- 歳旦祭 （1月1日）
- 節分祭 （2月3日）
- 御田植祭 （旧暦1月6日）
年の初めに稲作の作業過程を模擬的に演じ、豊作を祈願する神事。当日は午前中から行われるが、古くは夜に行われたという。神事では拝殿を舞殿とし、祭礼・神楽奉納に続いて伝統的な装束で田植え所作、そして切餅蒔きを行う。神事の内容から室町時代以前に遡るものとされ、都々古別神の農業神としての性格を表すとされる。この御田植祭は国の重要無形民俗文化財に指定されている。詳細は「都々古別神社の御田植」を参照。[20][19][17]
- 祈年祭 （3月1日）
- 七五三 （11月15日）
- 新嘗祭 （11月23日）
- 霜月大祭 （12月第2金曜・土曜・日曜）
「八槻様」「八槻市」とも。かつては旧暦11月1日から5日に行われ、「ツトコ/ツツコ」と称する藁苞（籾入れ）を介して籾の交換（品種交換）を行う風習があった。[3][17]

なお、御田植祭と霜月大祭で奉納される神楽は福島県指定無形民俗文化財に指定されている。

### 文化財

#### 重要文化財（国指定）
- 銅鉢 4口（工芸品） - 福島県立博物館に所在。室町時代。昭和36年2月17日指定[21]。

#### 重要無形民俗文化財（国指定）
- 都々古別神社の御田植 - 昭和47年8月5日に記録作成等の措置を講ずべき無形の民俗文化財選択[22]、平成16年2月6日に重要無形民俗文化財指定[20]。

#### 福島県指定文化財
- 重要文化財（有形文化財）[16]
  - 本殿、随身門（建造物） - 令和元年10月15日指定。
  - 八槻都々古別神社御正体 3面（工芸品） - 昭和57年3月30日指定。
- 無形民俗文化財[16]
  - 八槻都々古別神社の神楽 - 昭和54年3月23日指定。

#### その他の関連文化財
- 木造十一面観音立像（彫刻）
重要美術品（国認定）。昭和19年7月6日認定[16]。
- 八槻家住宅
八槻都々古別神社の別当・宮司を代々務めた八槻家の屋敷で、江戸時代の書院造の座敷棟に日常生活を送る主屋棟が接続して建てられている[17]。福島県指定重要文化財。
この八槻家では、銅製釣燈籠2箇・銅鉢1口・聖護院道興筆短冊1幅・八槻文書242点・大般若経600帖（以上、福島県指定重要文化財）、古面17口（福島県指定有形民俗文化財）などの文化財を伝世する[17]。

### 現地情報
所在地
- 福島県東白川郡棚倉町八槻字大宮224

交通アクセス
- 東日本旅客鉄道（JR東日本）水郡線 近津駅 （南へ徒歩約10分）